# Eugene Lyons
Eugene Lyons (* 1. Juli 1898 in Uzlyany; † 7. Januar 1985 in New York) war ein US-amerikanischer Journalist und Buchautor. Er wandelte sich von einem Anhänger zu einem scharfen Kritiker des Kommunismus in der Sowjetunion.

## Journalistische und politische Tätigkeit
Lyons wurde 1898 als Sohn einer jüdischen Familie in Uzlyany in der Nähe von Minsk im heutigen Weißrussland geboren. Nach der Einwanderung in die USA wuchs er in einem ärmeren Viertel New Yorks auf, wo er begann, mit der radikalen Arbeiterbewegung zu sympathisieren. Seine journalistische Tätigkeit begann er bei der Gewerkschaft Industrial Workers of the World, für die er hauptsächlich über Gerichtsverfahren gegen Mitglieder der Arbeiterbewegung, wie zum Beispiel im Fall Sacco und Vanzetti, berichtete; zu Sacco und Vanzetti und dem Kampf von amerikanischer Politik und Justiz gegen die amerikanische Arbeiterbewegung erschien 1927 auch ein Buch von ihm. Später arbeitete er im New Yorker Büro der amtlichen sowjetischen Nachrichtenagentur TASS. Von 1928 bis 1934 war er Auslandskorrespondent der United Press in Moskau. 1930 gelang es ihm, als einer der ersten westlichen Journalisten ein Interview mit Stalin zu führen. Vor ihm war dies nur Paul Scheffer, Louis Fischer und Emil Ludwig gelungen.
Lyons hatte zunächst der Kommunistischen Partei der USA nahegestanden, ohne jedoch Mitglied gewesen zu sein, nach eigenen Angaben, weil er weder bereit war, eine führende Verantwortung zu übernehmen, noch sich der Parteidisziplin unterzuordnen. In seiner Zeit in Moskau entwickelte er sich jedoch zu einem entschiedenen Gegner der Sowjetunion. Seine Eindrücke aus dieser Zeit verarbeitete er in seinem Buch Assignment in Utopia. Ausführlich berichtete er über die Hungersnot in der Ukraine zu Beginn der dreißiger Jahre.
Von 1939 bis 1944 arbeitete er für die Zeitschrift The American Mercury und danach für den Reader’s Digest. Von 1951 bis 1952 war er der erste Präsident des Amerikanischen Komitees für die Befreiung der Völker Russlands. Ab 1955 war er Redakteur der konservativen Zeitschrift National Review. Er starb am 7. Januar 1985 in Manhattan.

## Einfluss auf das Werk George Orwells
In dem Kapitel Two Plus Two Equals Five in seinem Buch Assignment in Utopia verweist Lyons auf den Slogan „2+2=5“, mit dem die sowjetische Regierung die Arbeiter dazu anspornte, den Fünfjahrplan in vier Jahren zu verwirklichen. Für Orwellbiographen gilt dieses Kapitel in Lyons Buch als Vorlage für die entsprechende Passage in Orwells Buch 1984: „Wenn die Partei sagt: 2+2=5, dann ist es so.“

## Schriften
- The Life and Death of Sacco and Vanzetti. International Publishers, New York 1927.
  - deutsch: Sacco und Vanzetti. Ihr Leben und Sterben. Mit Zeichnungen aus dem »Daily Worker« von Fred Ellis. Aus dem Amerikanischen von Sabo. Neuer Deutscher Verlag, Berlin 1928. NA: Unionsverlag, Zürich 1977, ISBN 3-293-00004-5 (erg. durch Fotografien und Dokumente).
- Modern Moscow. Hurst & Blackett, London 1935.
- Moscow Carrousel. Knopf, New York 1935.
- Assignment in Utopia. Harcourt, Brace, New York 1937.
- Stalin, Czar of all the Russias. Lippincott, Philadelphia 1940.
- The Red Decade. The Stalinist Penetration of America. Bobbs-Merrill, Indianapolis 1941.
- Our Unknown Ex-President. A Portrait of Herbert Hoover. Doubleday, Garden City 1948.
- Our Secret Allies. The Peoples of Russia. Duell, Sloan and Pearce, New York 1953.
- Herbert Hoover. A Biography. Doubleday, Garden City 1964.
- David Sarnoff. A Biography. Harper & Row, New York 1966.
- Workers’ Paradise Lost. Fifty Years of Soviet Communism. A Balance Sheet. Funk & Wagnalls, New York 1967.[9]